# Grünberg (Adelsgeschlecht)

Wappen derer von Grünberg

Grünberg ist der Name eines neumärkischen Uradelsgeschlechts, das noch heute besteht. Es ist nicht zu verwechseln mit einem gleichnamigen thüringischen Geschlecht anderen Wappens.

## Geschichte

### Herkunft
Die Herkunft des Geschlechts von Grünberg ist nicht vollständig geklärt. In Kodizes wie dem Codex diplomaticus Anhaltinus, dem Codex diplomaticus Brandenburgensis und dem Codex diplomaticus Silesiae werden unter dem Namen von Grünberg Personen aus den Gebieten der mittleren Elbe und der Oder zusammen aufgeführt. In anderen Aufzeichnungen wird ein Adelsgeschlecht von Grünberg aus dem Magdeburger Raum als „ausgestorbener Anhaltischer Adel“ aufgeführt.
Als Stammsitz der Familie von Grünberg im Magdeburgischen gilt die Burg Grünberg bei Magdeburg, nach der sie sich benannt haben soll. 1218 erfolgte die erste urkundliche Erwähnung mit Theodericus miles de Groneberch (Ritter Dietrich von Grünberg). Am 9. Dezember 1269 erscheinen Henricus de Grunenberg, praepositus S. Nicolai, und Gerhardus de Gruneberc, miles, zusammen urkundlich.
Aus dem Geschlecht von Grünberg stammen auch Heinrich I. von Grünberg, Bischof von Naumburg, sowie der Ritter Hilmar, der Knappe Otto, der Magdeburger Domherr Eberhardt und der Naumburger Domherr Ulrich, Gebrüder von Grünberg, die gem. einer Urkunde vom 25. Juni 1336 ihrem Onkel Henning Strutz von Pfuel das Dorf Stronitz bei Magdeburg verkauften.

### Ausbreitung
Das Adelsgeschlecht von Grünberg trat im Mittelalter zunächst in Germania Slavica und an der Oder, später östlich der Oder, im „Land über der Oder“ (Terra Transoderana), in Erscheinung. Je nach Quelle wird es als brandenburgisches, märkisches, neumärkisches oder schlesisches Adelsgeschlecht bezeichnet. Es wird vermutet, dass die Familie von Grünberg wie viele andere deutsche Adelsfamilien in der Neumark und in Schlesien ursprünglich aus dem Gebiet der mittleren Elbe stammt und sich im Zuge der Deutschen Ostbesiedlung dort ansiedelte.
Die ununterbrochene Stammreihe beginnt im 16. Jahrhundert mit Johann von Grünberg auf Zettitz und seiner Ehefrau Ursula von Loeben auf Nickern. Die Wappen ihrer Vorfahren auf den heute noch erhaltenen Grabplatten in der Kirche von Zettitz sind: Von Grünberg auf Zettitz, von Loeben auf Ziebingen, von Knobelsdorff auf Ochelhermsdorff, von Glaubitz auf Herzogswalde, von Loeben auf Nickern, von Rothenburg auf Großleßla, von Bomsdorff auf Bomsdorff, von Glaubitz auf Glaubitz.
Der protestantischen Bewegung schlossen sich viele Familienmitglieder früh an. Abraham von Grünberg d.Ä. baute die evangelische Kirche in Zettitz, in der er, seine Ehefrau Sabina von Berge, seine Eltern Johann von Grünberg und Ursula von Loeben sowie weitere Familienmitglieder begraben wurden. Als im Zuge der 1653 durch Kaiser Ferdinand II. beschlossenen Gegenreformation mit Versiegelung aller evangelischen Kirchen und Vertreibung aller evangelischen Prediger und Lehrer durch die „Seligmacher“ die Gegenreformationskommission am 23. März 1654 im Dorf Starpel ankam, verschanzte sich Adam von Grünberg, ein Sohn des Abraham von Grünberg d.J. zusammen mit den Dorfbewohnern und weigerte sich, die Kirchenschlüssel herauszugeben. Daraufhin musste die Kommission abziehen, kam jedoch am 4. Mai 1654 mit zehn bewaffneten Musketieren zurück und verhaftete Adam von Grünberg und dessen Korporal. Beide kamen in scharfen Arrest und wurden nach Fürsprache durch den Landesältentenrat des Fürstentums Glogau nach fünf Wochen freigelassen.
Wie fast alle deutschen Adelsfamilien war zur „Franzosenzeit“ auch das Geschlecht von Grünberg aus der Neumark und aus Schlesien wieder abgewandert und sich weiter nördlich bzw. westlich niedergelassen. In Pommern war Friedrich von Grünberg zu Bruchhof (Wąsosz bei Złocieniec/Falkenburg) besitzlich und erwarb 1898 auch das Gut Pritzig.

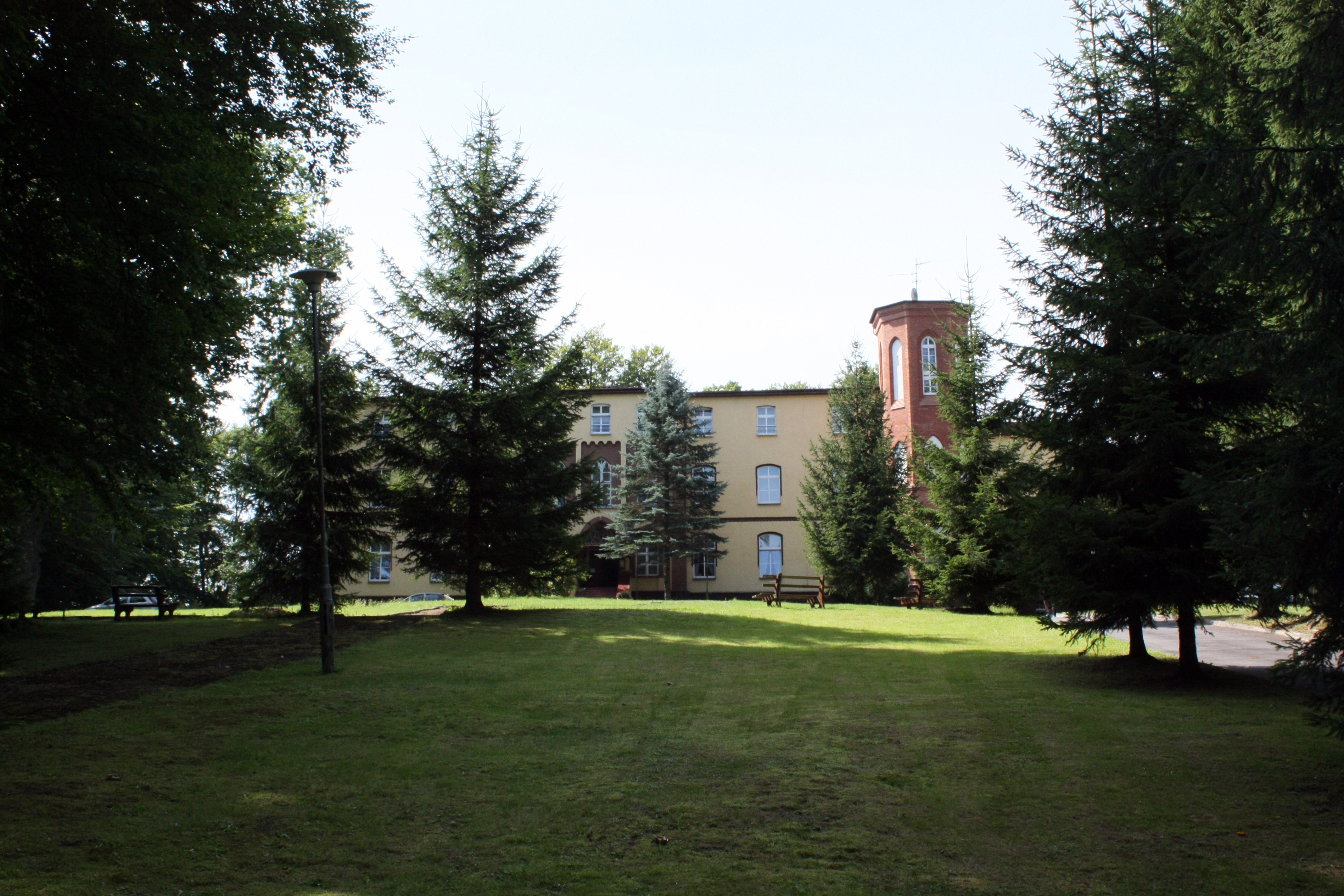
Bruchhof (Pommern)

## Wappen

### Blasonierung
Das Stammwappen zeigt in Rot einen grünen Balken. Auf dem Helm mit rot-silbernen (auch rot-grün-silbernen) Helmdecken ein silbernes Ankerkreuz innerhalb eines grünen Kranzes.

### Wappengeschichte
Das Wappen soll Georg von Grünberg während des Ersten Kreuzzugs von Gottfried von Bouillon nach der Eroberung von Jerusalem, also vermutlich im Jahr 1099, erlangt haben. Es soll anfangs aus einem roten Schild mit einer grünen Straße, einem Ritterhelm mit einem Turban, darauf ein rotweißes Kreuz, bestanden haben. Die Vermehrung des Wappens mit einem grünen Kranz soll Michael von Grünberg durch Friedrich Barbarossa während des Dritten Kreuzzugs im Jahr 1190 erlangt haben.

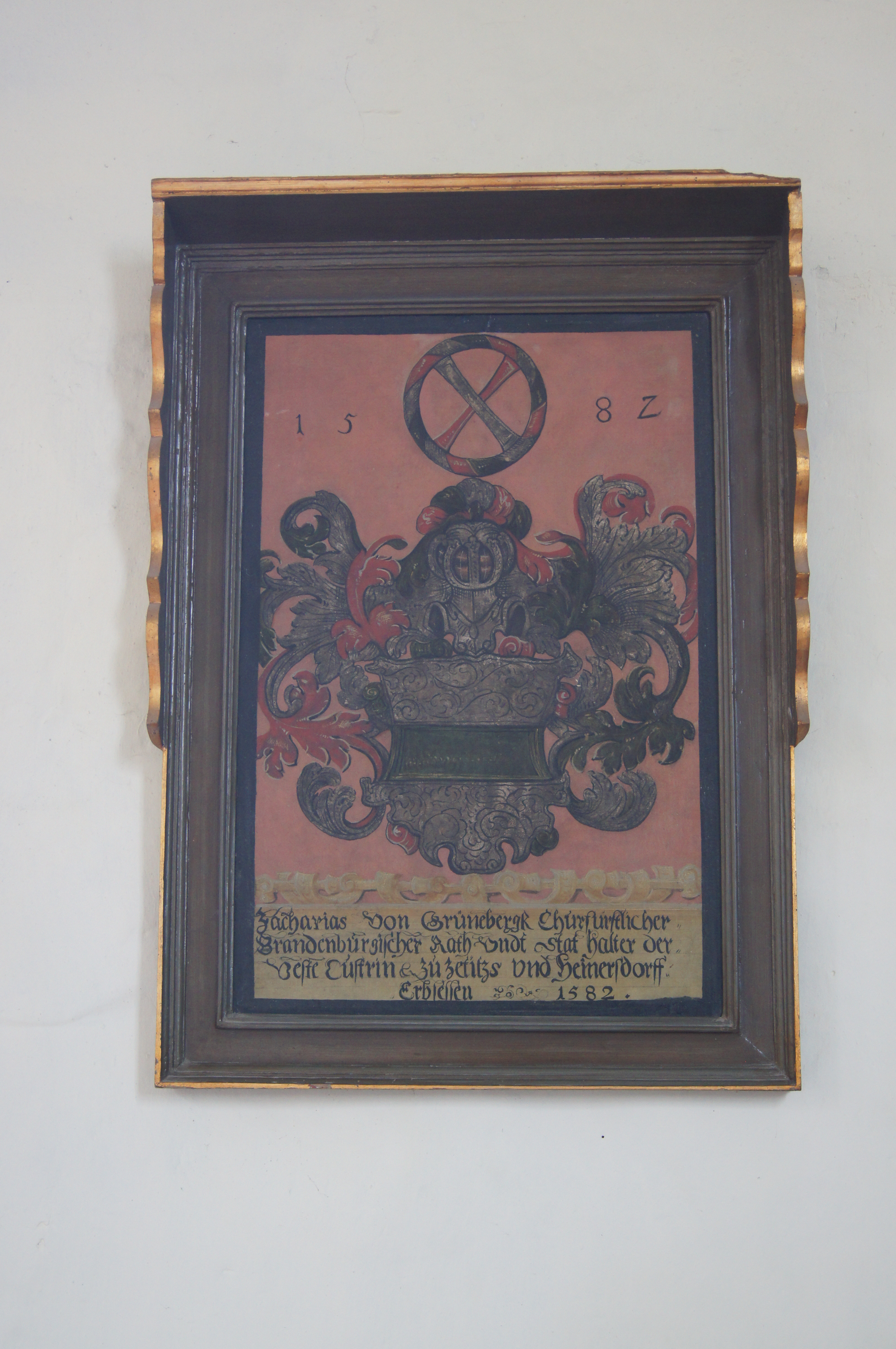
Tafel. 1582. Zacharias von Grünbergk. Churf. Brand. Rath. Kirche der Komturei Lietzen.

## Bekannte Familienmitglieder
- Heinrich I. von Grünberg († 1335), Bischof von Naumburg
- Johann von Grünberg (ca. 1465–1560), Ritter des Johanniterordens; Erster bekannter Stammvater der ununterbrochenen Stammesreihe
- Zacharias von Grünberg (1516–1581), Johanniterordensritter, Gouverneur von Küstrin
- Abraham von Grünberg d. Ä. (1533–1580), Johanniterordensritter, Komtur von Lagow
- Abraham von Grünberg d. J. (1560–1627), Johanniterordensritter, Komtur von Lagow
- Georg Abraham von Grünberg (1603–1672), Johanniterordensritter, Hauptmann von Cottbus und Peitz.[11]
- Johann Fabian von Grünberg (1679–1730), Gutsherr
- Johann Ludwig von Grünberg (1726–1799), Generalmajor und Regimentschef
- Friedrich Rudolph von Grünberg (1748–1822), Kammerherr und Gutsbesitzer
- Eberhard von Grünberg (1872–1952), Gutsbesitzer auf Bruchhof, Autor[12] und Ritterschaftsrat